# Fresnes (Dolina Marny)

Położenie Fresnes w ramach aglomeracji paryskiej

Fresnes – miejscowość i gmina we Francji, w regionie Île-de-France, w departamencie Dolina Marny.
Według danych na rok 1990 gminę zamieszkiwało 26 959 osób, a gęstość zaludnienia wynosiła 7530 osób/km² (wśród 1287 gmin regionu Île-de-France Fresnes plasuje się na 94. miejscu pod względem liczby ludności, natomiast pod względem powierzchni na miejscu 780).